# Koziegłowy (gemeente)
De gemeente Koziegłowy is een stad- en landgemeente in het Poolse woiwodschap Silezië, in powiat Myszkowski.
De zetel van de gemeente is in Koziegłowy.
Op 30 juni 2004 telde de gemeente 14 456 inwoners.

## Oppervlakte gegevens
In 2002 bedroeg de totale oppervlakte van gemeente Koziegłowy 159,16 km², waarvan:
- agrarisch gebied: 71%
- bossen: 20%

De gemeente beslaat 33,25% van de totale oppervlakte van de powiat.

## Demografie
Stand op 30 juni 2004:
| Omschrijving                   | Totaal | Totaal | Vrouwen | Vrouwen | Mannen | Mannen |
| ------------------------------ | ------ | ------ | ------- | ------- | ------ | ------ |
| eenheid                        | aantal | %      | aantal  | %       | aantal | %      |
| inwoners                       | 14 456 | 100    | 7389    | 51,1    | 7067   | 48,9   |
| bevolkingsdichtheid (inw./km²) | 90,8   | 90,8   | 46,4    | 46,4    | 44,4   | 44,4   |

In 2002 bedroeg het gemiddelde inkomen per inwoner 1113,2 zł.

## Administratieve plaatsen (sołectwo)
Cynków, Gniazdów, Gliniana Góra, Koclin, Koziegłówki, Krusin, Lgota Górna, Lgota-Mokrzesz, Lgota-Nadwarcie, Markowice, Miłość, Mysłów, Mzyki, Nowa Kuźnica, Oczko, Osiek, Pińczyce, Postęp, Pustkowie Lgockie, Rosochacz, Rzeniszów, Siedlec Duży, Stara Huta (sołectwa: Stara Huta I en Stara Huta II), Winowno, Wojsławice, Zabijak.

## Aangrenzende gemeenten
Kamienica Polska, Myszków, Ożarowice, Poraj, Siewierz, Woźniki